# نانسی فبر
نانسی فبر (انگلیسی: Nancy Feber؛ زادهٔ ۵ فوریهٔ ۱۹۷۶) یک تنیس‌باز اهل بلژیک است.